# Simion Ismailciuc
Simion Ismailciuc (Chilia Veche, Tulcea, 13 de julho de 1930 — 1986) foi um velocista romeno na modalidade de canoagem.
Foi vencedor da medalha de Ouro em C-2 1000 m em Melbourne 1956 junto com o seu companheiro de equipe Alexe Dumitru.